# Parque nacional marino de Rani Jhansi
El parque nacional marino de Rani Jhansi es un parque nacional indio que se extiende por las tres islas del archipiélago de Ritchie (Isla Outram, Isla Henry Lawrence e Isla John Lawrence). El archipiélago de Ritchie se encuentra a unos 25-30 km al este de Gran Andaman, el grupo de islas principales de las Islas Andamán y 83 km al nordeste de Port Blair.

## Historia
Fue creado en 1996, y se extiende por 256,14 km². Conmemora a Lakshmibai, la rani de Jhansi (1828-58), la reina del estado de Jhansi, gobernado por Maratha. Fue una de las figuras destacadas de la rebelión en la India de 1857 y se convirtió, para los nacionalistas indios, en símbolo de la resistencia al Imperio Británico. Se estableció en 1996 para proteger la fauna marina. 

## Flora y fauna
La superficie del parque se encuentra dentro de la zona de clima tropical húmedo y templado. Bosques tropicales de diferente tipo cubren las islas. 
Las aguas superficiales que rodean las islas tienen diferentes especies de arrecife de coral. En el parque se pueden encontrar cocodrilos de agua salada, dugongos y murciélagos de la fruta.